# Рионеро ин Вултуре
Рионеро ин Вултуре (итал. Rionero in Vulture) је насеље у Италији у округу Потенца, региону Базиликата.
Према процени из 2011. у насељу је живело 12670 становника. Насеље се налази на надморској висини од 634 м.

## Географија
| Клима (Рионеро ин Вултуре) | Клима (Рионеро ин Вултуре) | Клима (Рионеро ин Вултуре) | Клима (Рионеро ин Вултуре) | Клима (Рионеро ин Вултуре) | Клима (Рионеро ин Вултуре) | Клима (Рионеро ин Вултуре) | Клима (Рионеро ин Вултуре) | Клима (Рионеро ин Вултуре) | Клима (Рионеро ин Вултуре) | Клима (Рионеро ин Вултуре) | Клима (Рионеро ин Вултуре) | Клима (Рионеро ин Вултуре) | Клима (Рионеро ин Вултуре) |
| Показатељ \ Месец          | .Јан.                      | .Феб.                      | .Мар.                      | .Апр.                      | .Мај.                      | .Јун.                      | .Јул.                      | .Авг.                      | .Сеп.                      | .Окт.                      | .Нов.                      | .Дец.                      | .Год.                      |
| -------------------------- | -------------------------- | -------------------------- | -------------------------- | -------------------------- | -------------------------- | -------------------------- | -------------------------- | -------------------------- | -------------------------- | -------------------------- | -------------------------- | -------------------------- | -------------------------- |
| Средњи максимум, °C (°F)   | 7,7 (45,9)                 | 9,5 (49,1)                 | 12,1 (53,8)                | 17,1 (62,8)                | 21,3 (70,3)                | 26,9 (80,4)                | 29,7 (85,5)                | 30,3 (86,5)                | 25,5 (77,9)                | 18,4 (65,1)                | 13,3 (55,9)                | 10,5 (50,9)                | 30,3 (86,5)                |
| Средњи минимум, °C (°F)    | 1,1 (34)                   | 1,9 (35,4)                 | 3,3 (37,9)                 | 6,4 (43,5)                 | 9,0 (48,2)                 | 14,5 (58,1)                | 15,7 (60,3)                | 15,7 (60,3)                | 13,1 (55,6)                | 9,2 (48,6)                 | 5,9 (42,6)                 | 3,6 (38,5)                 | 1,1 (34)                   |
| [ тражи се извор ]         |                            |                            |                            |                            |                            |                            |                            |                            |                            |                            |                            |                            |                            |

## Становништво
| 1931.  | 1936.  | 1951.  | 1961.  | 1971.  | 1981.  | 1991.  | 2001.  | 2011.  |
| ------ | ------ | ------ | ------ | ------ | ------ | ------ | ------ | ------ |
| 12.116 | 13.075 | 14.787 | 14.378 | 11.827 | 12.147 | 13.201 | 13.441 | 13.444 |